# 托马斯·莫恩森
托马斯·莫恩森（丹麥語：Thomas Mogensen，1983年1月30日—），丹麦男子手球运动员。他曾代表丹麦国家队参加2012年夏季奥林匹克运动会男子手球比赛，结果获得第六名。